# Ikeda Shigeaki

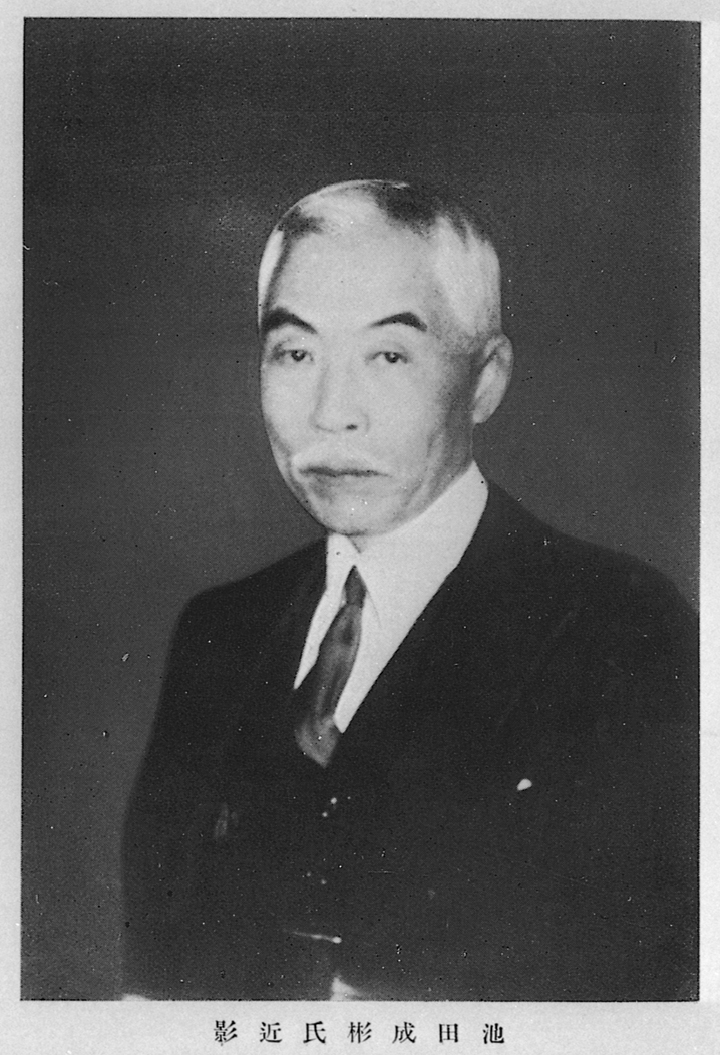
Ikeda Shigeaki

Ikeda Shigeaki (japanisch 池田 成彬; Ikeda Seihin (alternative Lesung des gleichen Namens); * 15. August 1867greg./16.7.Keiō 3lunisolar in Yonezawa, Provinz Dewa, heute: Präfektur Yamagata; † 9. Oktober 1950 in Ōiso, Präfektur Kanagawa) war ein japanischer Banker und Politiker.

## Leben
Ikeda Shigeaki, Sohn des Samurai und Bankers Ikeda Nariaki, besuchte die 1858 von Fukuzawa Yukichi gegründete Privatschule Keio Gijuku und begann danach 1888 ein Studium an der Kaiserlichen Universität Tokio sowie an der Wirtschaftswissenschaftlichen Fakultät der aus der Keio Gijuku hervorgegangenen Keiō-Universität. Er setzte sein Studium an der Harvard University fort und war nach Abschluss seines Studiums 1895 kurzzeitig bei der Tageszeitung Jiji shimpō sowie im Anschluss bei der zur Familie Mitsui gehörenden Mitsui Bank tätig. Dort trug er zum Börsengang der Bank bei und stieg im Laufe der Jahre 1909 zum Direktor sowie 1919 zum Geschäftsführenden Direktor auf. Im Zuge der sogenannten Shōwa-Finanzkrise geriet er 1927 in die Kritik aufgrund Finanzgeschäften, die zum Kollaps der Taiwan Ginkō führten, der halbstaatlichen Zentralbank des seit 1895 unter japanischer Verwaltung stehenden Taiwan. In der Folgezeit geriet auch Japan in die Weltwirtschaftskrise, die sich durch die strikte deflationäre Politik und die Leitzinspolitik des damaligen Finanzministers Inoue Junnosuke 1931 dramatisch verschlimmerte und zu Umsatzrückgängen bei Finanzinstituten wie der Yokohama Specie Bank führten. Der Unmut über die Finanz- und Wirtschaftspolitik führte dazu, dass Finanzminister Inoue Junnosuke sowie der Direktor der Mitsui Holding Company, Dan Takuma, im Frühjahr 1932 von der von Inoue Nisshō organisierte Blut-Liga (Ketsu meidan) ermordet wurden, einer rechtsgerichteten terroristischen Vereinigung verarmter Bauern. Nach der Ermordung von Dan Takuma wurde er selbst de facto Direktor der Mitsui Holding Company und Förderer des späteren Finanzministers Izumiyama Sanroku.
Am 9. Februar 1937 übernahm Ikeda als Nachfolger von Fukai Eigo den Posten als Gouverneur der Zentralbank, der Bank of Japan (Nichigin), und bekleidete dieses Amt allerdings nur wenige Monate bis zum 27. Juli 1937, woraufhin Yūki Toyotarō sein Nachfolger wurde. Am 26. Mai 1938 wurde er als Nachfolger von Kaya Okinori Finanzminister Japans (Ōkura-daijin) im ersten Kabinett Konoe und bekleidete dieses Ministeramt bis zum 5. Januar 1939. Zugleich fungierte er als Nachfolger von Yoshino Shinji zwischen dem 26. Mai 1938 und dem 5. Januar 1939 auch als Minister für Industrie und Handel im ersten Kabinett Konoe. In seiner Funktion als Finanzminister gehörte er dem sogenannten Fünf-Minister-Rates teil, der sich aus dem Ministerpräsidenten Konoe Fumimaro, dem Heeresminister Itagaki Seishirō, dem Marineminister Yonai Mitsumasa, dem Außenminister Arita Hachirō und ihm als Finanzminister zusammensetzte Dieser beschloss auf seiner Sitzung am 6. Dezember 1938 ein Verbot, Juden aus Japan auszuweisen, aber auch anzuwerben, „außer Unternehmer und technische Fachkräfte“. Angesichts der Novemberpogrome sah man die Zeit gekommen, etwas zu unternehmen, allerdings wollte man auch nicht die wachsenden Beziehungen zu Deutschland in Gefahr bringen. Die Konferenz endete mit dem Beschluss, dass Juden nicht aus Japan ausgewiesen werden. Ferner sollten sämtliche in Japan ankommenden jüdischen Flüchtlinge in Kōbe angesiedelt werden. Dies trug letztlich zum Ende des Fugu-Plans (Fugu keikaku) bei, eine Idee des Japanischen Kaiserreichs, jüdische Flüchtlinge in größerem Stil während der 1930er Jahre aus dem Deutschen Reich nach Japan immigrieren zu lassen. 1941 wurde er Mitglied des Geheimen Kronrates (Sūmitsu-in).
Nach der Kapitulation Japans und dem Ende des Zweiten Weltkrieges am 2. September 1945 wurde Ikeda von der US-amerikanischen Besatzungsmacht wegen des Vorwurfs des Begehens von Kriegsverbrechen verhaftet, im Mai 1946 allerdings ohne weitere Anklageerhebung freigelassen. Ihm wurde jedoch jede politische Tätigkeit untersagt.